# Poa affinis
Espèce
Poa affinis est une espèce de plantes monocotylédones de la famille des Poaceae, sous-famille des Pooideae, originaire d'Australie.

## Description
Poa affinis est une plante herbacée vivace, avec parfois des rhizomes ou des stolons. Les tiges (chaumes) sont glabres, faiblement ramifiées, et peuvent atteindre de 40 à 120 cm de haut. Les feuilles, principalement basales, ont un limbe plat, de 10 à 30 cm de long sur 1 à 5 mm de large. Les gaines foliaires sont lisses ou ruguleuss, glabres en surface. La ligule membraneuse, parfois ciliée, est tronquée ou obtuse, de 1 à 2 mm de long, velue sur la face abaxiale.
L'inflorescence composée est une panicule de forme générale lancéolée, de 10 à 22 cm de long.
Les épillets, pédicellés, de forme lancéolée, comprimés latéralement, longs de 4 à 6 mm, comptent de 2 à 7 fleurons, dont au moins deux fleurons fertiles (de 3 à 5 en général). Les fleurons situés à l'apex sont réduits.
Les épillets sont sous-tendus par deux glumes semblables, ovales, membraneuses et carénées.La glume supérieure compte 3 nervures.
Les fleurons fertiles sont pourvus de deux lodicules et comptent trois anthères. La lemme supérieure, de 3 mm de long environ, est carénée et présente cinq nervures.
Le fruit est un caryopse au péricarpe adhérent et présente un hile punctiforme.

## Répartition et habitat
Poa affinis est une espèce endémique de l'Australie qui se rencontre seulement dans les Nouvelle-Galles du Sud, près de Sydney et dans les Montagnes Bleues. Cette plante préfère les coteaux ombragés et les sous-bois des forêts, principalement les sols de grès.

## Taxinomie

### Synonyme
- Poa caespitosa var. affinis (R.Br.) Benth.

Cette espèce ne doit pas être confondue avec Poa affinis Salzm. ex Steud., qui est un synonyme d'Eragrostis rufescens Schult.

### Liste des sous-espèces et variétés
Selon Tropicos (7 octobre 2017) (Attention liste brute contenant possiblement des synonymes) :
- sous-espèce Poa affinis subsp. affinis
- variété Poa affinis var. affinis
- variété Poa affinis var. agrostoidea Hook. f.
- variété Poa affinis var. multiflora Hook. f.